# 三葉 (教育企業)
株式会社三葉（みつば）は日本の株式会社。
2024年にサービス業として東京証券取引所 TOKYO PRO Market に上場。関連施設は91施設。教育教材の制作なども行う。

## 概要
株式会社三葉は1986年に北九州市小倉北区にて小中学生を対象にボランティアで学習指導を開始したことが始まり。
以来幼児教育の研究を行い、教育事業参入やオリジナルの教材開発を手掛ける。
1991年には、拠点を小倉北区から小倉南に移し（有）創秀館設立として法人化。塾事業やオリジナル教材、教育ソフト開発をさらに進める。
1998年には天津市で本人学校併設園「みつば幼稚園」開園し、海外における日本語教育とオリジナルの日本語教育教材を発信する。
2007年に幼稚園課外による受験指導講座のスタート（学校法人 徳力学園 山の手学院幼稚園）。2008年には全世界の日本人学校設立と幼児事業、日本人学校事業に従事する。
2010年に株式会社 三葉と社名を変え、組織を統一化。
2011年に特別支援学校用教材開発に関して、経営革新に基づく福岡県の認定を受ける。
2013年に現在約90施設ほど(2024年時点)設けられているCOMPASS発達支援センターの第一事務所を開設。2021年に「厚生労働省働き方改革」モデル企業に選定される。2024年に東京証券取引所 TOKYO PRO Market に上場した。

## 事業内容
- 幼児園等の教育施設の運営
- 幼児・児童の教育に関する相談および指導業務
- 児童福祉法に基づく障害児相談支援事業、障害児通所支援事業
- 障害者の日常生活および社会生活を総合的に支援するための法律に基づく障害福祉サービス事業、相談支援事業
- 障害者の日常生活および社会生活を総合的に支援するための法律に基づく地域生活支援事業の請負
- 自閉症、発達障害、知的障害をもつ幼児、児童に対する療育指導
- 障害者の日常生活および社会生活を総合的に支援するための法律ならびに児童福祉法に関する研修事業
- 家庭教育、子育て支援に関する事業
- 教育施設における教育内容、方法に関する研究
- 幼児園等の教育施設の経営に関するノウハウの提供、経営指導および業務受託
- 教育出版物および教材、教育機器の企画、開発、制作ならびに販売
- コンピューターソフトウェアおよびコンピューターシステムの企画、設計、開発、保守、制作、運用、管理、販売、貸与
- フランチャイズチェーンシステムによる幼児教室の経営ならびにこれに関するノウハウの提供、経営指導および経営指導のための企業管理
- 人材の職業適正能力の開発のための研修の実施
- 労働者派遣事業法に基づく一般労働者派遣事業、特定労働者派遣事業等
- 上記に付帯関連する一切の業務

## 沿革
1986年
- 北九州市小倉北区にて小中学生を対象にボランティアで学習指導を開始

1986年
- 旧中島児童館を借り、ボランティアにて百数十名の子供に無料で教育支援を開始

1987年
- 三萩野教室開校
- 幼児教育について研究を始める
- 三萩野教室拡大移転
- 日本習字書道教室開校開設
- 毎日文化センター内で、青林会受験テスト会開始

1988年
- オリジナル教材開発を始める

1989年
- 幼児受験テスト会開始 第１回母親勉強会開始
- カワイ体操教室と受験体操面接講座開設（九州初）

1990年
- 親子面接講座開講

1991年
- 幼児用学力診断ソフト開発着手
- 本部教室開校
- 三萩野幼児専用教室　拡大移転
- 塾部門法人化　（有）創秀館設立（資本金３００万円）

1992年
- Y.M.C.A.に幼児向けカリキュラムを依頼、本部にて英会話教室開設

1993年
- 若松教室開校

1994年
- 到津実践教室　研究校開設
- 船井総合研究所により顧問指導開始
- 吉備システムと幼児用データベースソフト開発
- 到津実践教室　拡大移転
- 発砲メーカー各社に知育玩具の製作依頼
- 黒崎そごう教場開設

1995年
- 究理教育審査会発足
- パスカルクラブ　小学生用教材開発開始
- 幼児教育部門法人化　（株）三葉幼児育成研究所（資本金２，０００万円）

1996年
- 専修　池坊花選よりフラシュカード製作許可
- 旧西鉄　到津動物園より写真提供、フラッシュカード制作
- 大規模教場を東京以西にFC校として開校開始
- 安田海上にて新しい幼児教室保険の開発
- 日経、リクルート等のFCショーに出展開始（東京のみ）

1997年
- 究教審・パスカルクラブを府内幼稚園にて開設
- 準拠版教材製作開始

1998年
- 船井総合研究所、講師として大阪本社、東京本社にて講演会開催
- 東京支社開設
- 天津日本人学校併設園「みつば幼稚園」開園

1999年
- OBAと業務提携
- 大和ハウス、丸紅、三菱商事と中華人民共和国内の（北京）東苑公寓有限公司 （天津市）九河国際村事業所内にて、みつば幼稚園２園（邦人幼稚園）を開設
- 国内公立小学校５０校での学校教材販売開始 図書教材協会加盟(教材のみつば）

2000年
- 中国を中心として海外日本人学校、補習校への教材販売開始

2001年
- 印刷部門強化、OEMによるテキスト作成業務開始 JSA　Chainaにおける日本語スピーチコンテスト協

2002年
- GIGAVISONとDSIテレコムジャパン等と海外におけるe-learning配信に関して業務提携
- 日中韓ビジネス協議会日方代表として出席発表（橋本元首相同席）

2003年
- 四国にてKids’LAB１０教室及び、究教審パスカルクラブ同時開設(b-flat) With通信事業開始　WILL塾専用教材販売事業開始

2004年
- 中学、高校への学校教材販売開始
- 幼稚園、保育園への教材販売開始 敬愛小学校、校舎、体育館（アリーナ）での公開テスト会スタート（業界初）
- 明治学園小学校鶴野校長先生をお迎えしての特別講演会開催（業界初）

2005年
- Kids’LAB全13教室吸収合併（12月）

2007年
- 中華人民共和国の日本人学校への輸送費用、税金手数料に関して人民元建支払いが可能に
- 幼稚園課外による受験指導講座のスタート（学校法人　徳力学園　山の手学院幼稚園）

2008年
- 全世界の日本人学校、補習校300校に対しての、学校教材斡旋支援本格化 小倉カトリック幼稚園前に三萩野分室開設

2009年
- 国立受験クラス Fuzokku開設 幼児受験での特待生、奨学生等の支援開始 国立無料テスト会開始

2010年
- 日本人学校、補習校に対しての文部科学省学校整備事業へ本格化

2011年
- 特別支援学校用教材開発に関して、経営革新に基づく福岡県の認定を頂く
- 経産省「経営革新」認定事業オリジナル教材「エスプリ」をダウンロードサービスのシステム開発

2012年
- 特別支援学校用指導教材ダウンロードシステム開発開始

2013年
- 特別支援用学校教材ダウンロードシステム「エスプリ」試験運転開始
- COMPASS発達支援センター開設
- 日本小児精神科学会日本ダウン症療育研究会で発表
- 口蓋トレーニングに関しての山陽学院大九州大学医学研究院大阪医科大の文部科学省委任研究に参画

2015年
- 日本小児精神科学会日本ダウン症療育研究会で発表
- 口蓋トレーニングに関しての山陽学院大九州大学医学研究院大阪医科大の文部科学省委任研究に参画
- ものづくり補助金認定
- ロボット用療育システム開発開始
- TBS「人間とはなんだ」にて1年間のテレビ取材を受ける
- 電子書籍「数のおけいこ」出版

2016年
- みつば式言語到達度検査開発

2017年
- 情熱大陸のルーカスドキュメンタリー制作依頼
- 北京日本人学校にて「えすぷり」試用開始

2018年
- 経産省「新連携」認定事業、「AIを活用した療育研究と発達障がい児用検査・療育サービスの開発と事業化」を開始
- 国立京都工芸繊維大学・米子高専と連携し障がい児の音声データの収録・分析作業スタート
- 民間として全国初の児童発達支援センターを丸亀市で開設

2019年
- 経済産業省認定
- 経済産業省新連携　AIを使った、障がい児の発語データーを収集・AI検証中"
- 「厚生労働省働き方改革」モデル企業に選定
- 経済産業省新連携のモデル企業に選定

2021年
- 「厚生労働省働き方改革」モデル企業に選定
- 2月経済産業省新連携のモデル企業に選定
- 株式会社 三葉教材 海外の免税部門を独立させました。
- 株式会社 CCL ＣＯＭＰＡＳＳ幼児育成研究所を関東中心の研究機関としてリスタート社内論証研究と調査を開始
- 三葉幼児育成研究所から社名変更

2024年
- 東京証券取引所 TOKYO PRO Market 上場[7]

## 三葉グループ施設一覧
※運営法人は株式会社三葉のほか、一般社団法人特別支援協および株式会社CCLが含まれる。

福岡県
- COMPASS発達支援センター（本部）
- COMPASS発達支援センター天籟寺
- COMPASS発達支援センター大野城
- COMPASS発達支援センター古賀
- COMPASS発達支援センター吉富Kind
- COMPASS発達支援センター.飯塚
- COMPASS小倉北
- COMPASS Jr
- COMPASS下到津
- COMPASS・井堀
- COMPASSサポート小倉
- COMPASSサポート古賀
- COMPASSサポート飯塚
- COMPASS・八幡西

大分県
- COMPASS発達支援センター別府
- COMPASS発達支援センター中津
- COMPASS中津Sweet
- COMPASS中津Neo
- COMPASS中津Lead
- compass宇佐
- COMPASSサポート宇佐
- COMPASSサポート別府
- COMPASSサポート中津

熊本県
- COMPASS発達支援センター熊本
- COMPASS発達支援センター熊本西
- COMPASS発達支援センター熊本東

長崎県
- COMPASS児童発達支援センター大村
- COMPASS発達支援センター諫早
- COMPASS発達支援センター大村.NEXT
- COMPASS.Sunny
- COMPASS大村Link
- COMPASS多良見
- COMPASS東彼杵
- COMPASS JUMP！
- COMPASSサポート大村
- COMPASSサポート諫早
- 諫早市COMPASS児童発達支援センター

佐賀県
- COMPASS発達支援センター佐賀中央
- COMPASS発達支援センター唐津
- COMPASS発達支援センター神埼
- COMPASS発達支援センター鍋島
- COMPASS神埼リーフ
- COMPASSサポート神埼

鹿児島県
- COMPASS発達支援センター鹿児島

沖縄県
- COMPASS児童発達支援センターAEC宜野湾
- COMPASSサポート宜野湾

香川県
- COMPASS発達支援センター高松
- COMPASS発達支援センター高松.Jr
- COMPASS発達支援センター坂出
- COMPASS発達支援センター丸亀
- COMPASS発達支援センター丸亀NEXT
- COMPASS発達支援センター丸亀Link
- COMPASS発達支援センター丸亀Believe
- COMPASS発達支援センター善通寺
- COMPASS発達支援センター三豊
- COMPASS発達支援センター観音寺
- 香川県中讃地区COMPASS児童発達支援センター
- COMPASS高松Apple
- COMPASS.OLIVE
- COMPASS.Clover
- COMPASSそがわ
- コンパス善通寺GROW
- グループホームSMILE
- COMPASSサポート（高松）
- COMPASSサポート丸亀
- COMPASSサポート坂出
- コンパス仏生山
- COMPASSまんのう
- COMPASSサポート善通寺
- 善通寺市.COMPASS児童発達支援センター
- COMPASS木太Jr

高知県
- COMPASS発達支援センターしまんと
- COMPASS発達支援センター須崎
- COMPASS発達支援センター宿毛
- COMPASS発達支援センター高知
- COMPASS発達支援センター高知.Jr
- COMPASS.香美

愛媛県
- COMPASS発達支援センター松山
- COMPASS.松山GREEN

徳島県
- COMPASS発達支援センター松茂
- COMPASS.松茂wing
- COMPASSサポート松茂

岡山県
- COMPASS発達支援センター岡山
- COMPASSアクセス（放課後等デイサービス）
- COMPASSアクセス（生活介護）

山口県
- COMPASS・下関
- COMPASS発達支援センターミヤベ岩国
- COMPASS・新下関駅前
- COMPASSサポート下関

大阪府
- COMPASS発達支援センター守口
- COMPASS発達支援センター枚方
- COMPASS発達支援センター樟葉
- コンパス摂津
- 阪南市立児童発達支援センターたんぽぽ園（指定管理）

兵庫県
- COMPASS発達支援センター姫路

新潟県
- COMPASS発達支援センター長岡

神奈川県
- COMPASS発達支援センター武蔵新城
- COMPASS発達支援センター川崎
- COMPASSオレンジ